# Hatkachora
Hatkachora é uma vila no distrito de Bastar, no estado indiano de Chhattisgarh.

## Demografia
Segundo o censo de 2001, Hatkachora tinha uma população de 6054 habitantes. Os indivíduos do sexo masculino constituem 51% da população e os do sexo feminino 49%. Hatkachora tem uma taxa de literacia de 64%, superior à média nacional de 59,5%: a literacia no sexo masculino é de 72% e no sexo feminino é de 56%. Em Hatkachora, 13% da população está abaixo dos 6 anos de idade.